# جوهشجن دينييف
جوهشجن دينييف (13 سبتمبر 1995 بباكو في أذربيجان - ) هو لاعب كرة قدم أذربيجاني في مركز الوسط. شارك مع منتخب أذربيجان تحت 17 سنة لكرة القدم ومنتخب أذربيجان تحت 19 سنة لكرة القدم ومنتخب أذربيجان تحت 21 سنة لكرة القدم ومنتخب أذربيجان لكرة القدم. أما مع النوادي، فقد لعب مع نادي إنتر باكو ونادي قره باغ.

## روابط خارجية
- جوهشجن دينييف على موقع الاتحاد الدولي (مؤرشف)  (الإنجليزية)
- جوهشجن دينييف على موقع الاتحاد الأوربي (الإنجليزية)
- جوهشجن دينييف على موقع قاعدة بيانات كرة القدم.إي يو (الإنجليزية)
- جوهشجن دينييف على موقع ناشيونال فوتبول تيمز (الإنجليزية)
- جوهشجن دينييف على موقع Soccerway.com (الإنجليزية)
- جوهشجن دينييف على موقع عالم كرة القدم.نت (الإنجليزية)
- جوهشجن دينييف على موقع AS.com (الإسبانية)